# آيت عبد الحميد (أولاد خيرة)
آيت عبد الحميد هو دُوَّار يقع بجماعة واركي، إقليم قلعة السراغنة، جهة مراكش آسفي في المملكة المغربية. ينتمي الدوّار لمشيخة أولاد خيرة التي تضم 18 دوار. يقدر عدد سكانه بـ 25 نسمة حسب الإحصاء الرسمي للسكان والسكنى لسنة 2004.

## وصلات خارجية
- البوابة الوطنية للجماعات الترابية
- المندوبية السامية للتخطيط